# 야쿠인오도리역
야쿠인오도리역(일본어: 薬院大通駅)은 일본 후쿠오카현 후쿠오카시 주오구 야쿠인 4초메에 소재하는 후쿠오카 시 교통국 지하철 나나쿠마 선의 역이다. 과거에는 니시테쓰 후쿠오카 시내 선 조난 선에도 동명의 역이 존재하였지만 입지적으로는 현재 위치한 지하철역의 서쪽 끝이 과거 노면전차 역사의 거의 동쪽 끝에 위치하고 있다. 계획 시 가칭은 "야쿠인니시"이었다. 역 번호는 N13이다.
역의 심벌 마크는 후쿠오카 시 동식물원의 코끼리와 꽃이다. 역 식별 색은 ■DIC-121로, 가나야마 역, 하시모토 역과 공통이다.

## 역 구조
섬식 승강장 1면 2선의 승강장을 갖는 지하역이다. 출구는 총 2곳으로 모두 엘리베이터와 병설하다. 2번 출입구 측에는 유료 주차장이 있다.

### 승강장
| 1 | ■나나쿠마 선 | 덴진미나미 방면                      |
| 2 | ■나나쿠마 선 | 롯폰마쓰・후쿠다이 앞・하시모토 방면 |

## 이용 상황
2015년도의 1일 평균 승차 인원은 2,675명이다.
개업 이후 하루 평균 승차 인원의 추이는 아래 표와 같다.
| 연도   | 1일 평균 승차 인원 |
| ------ | ------------------ |
| 2004년 | 1,681              |
| 2005년 | 1,485              |
| 2006년 | 1,815              |
| 2007년 | 1,898              |
| 2008년 | 1,998              |
| 2009년 | 2,059              |
| 2010년 | 2,106              |
| 2011년 | 2,206              |
| 2012년 | 2,291              |
| 2013년 | 2,462              |
| 2014년 | 2,482              |
| 2015년 | 2,675              |

## 역 주변
주변 지역은 도심의 남쪽에 위치하는 시가지이다. 역과 선로는 조난 선의 직하에 위치하고 있다. 역의 동쪽 약 80m에 위치하는 야쿠인오도리에서 조난 선과 후쿠오카 현도 31호선이 교차한다. 이 현도 31호선은 야쿠인오도리 교차점의 북쪽이 다이쇼도리, 남쪽이 다카미야노도리라고 불린다. 역 서쪽 약 50m 위치에 있는 오거리의 사선 앞쪽에는 조스이도리가 다니고 있다. 이 조스이도리를 따라서 직진하면 동물원이 나온다.
- 후쿠오카 시 동식물원 - 조스이도리 따라서 남서쪽으로 약 1km
- 미나미 공원 - 조스이도리 따라서 남서쪽으로 약 1km
- 후쿠오카 사회 보험 센터 - 북쪽으로 약 800m
- 후쿠오카 시 소방국 주오 소방서 - 조스이도리 따라서 남서쪽으로 약 600m
- 후쿠오카 시 규슈 전력 기념 체육관 - 조스이도리 따라서 남서쪽으로 약 400m
- KKR호텔 하카타 - 조난 선에 따라서 서쪽으로 약 350m
- 규슈 에너지관 - 조스이도리 따라서 남서쪽으로 약 300m
- 후쿠오카 시립 히라오 초등학교 - 남쪽으로 약 600m
- 후쿠오카 후타바 고등학교・중학교・초등학교・유치원 - 남서쪽으로 약 700m
- 후쿠오카 현립 후쿠오카추오 고등학교 - 남쪽으로 약 600m
- 야쿠인 오도리 센터 - 동쪽 출구 바로 위의 빌딩
- 후쿠오카 은행 야쿠인 지점

## 역사
- 2005년 2월 3일: 영업 개시.

## 사진

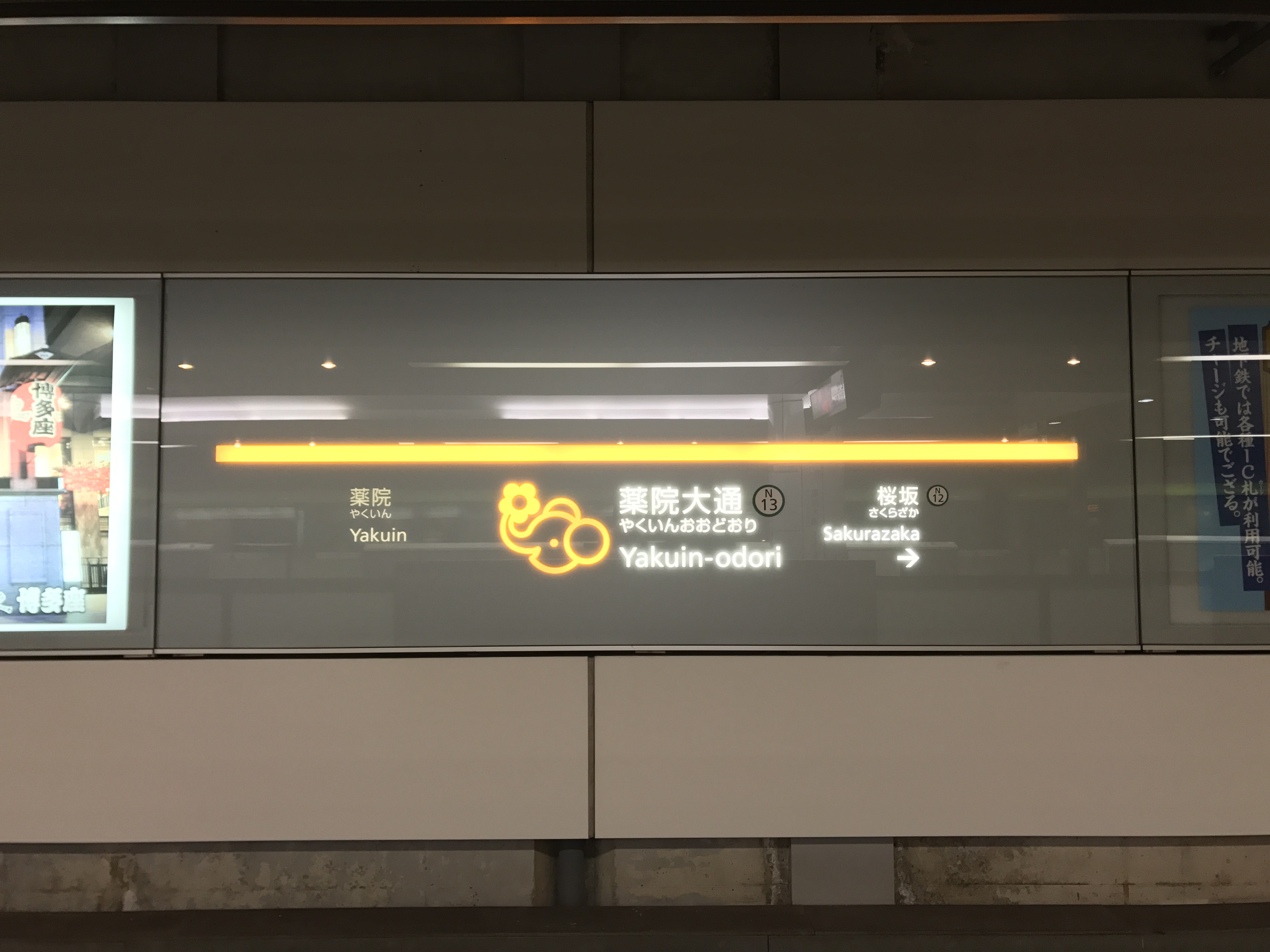
역명판

## 인접역
| 후쿠오카 시 교통국 ■ 지하철 나나쿠마 선 | 후쿠오카 시 교통국 ■ 지하철 나나쿠마 선 | 후쿠오카 시 교통국 ■ 지하철 나나쿠마 선 |
| --------------------------------------- | --------------------------------------- | --------------------------------------- |
| N12 사쿠라자카 하시모토 방면            |                                         | 야쿠인 N14 덴진미나미 방면              |